# 세종 연동 합호서원
연동 합호서원(燕東 合湖書院)은 세종특별자치시 합강동에 있는 조선시대 안향의 뜻을 기리기 위한 서원이다. 2012년 12월 31일 세종특별자치시의 문화재자료 제2호로 지정되었다.

## 개요
안향의 뜻을 기리기 위한 서원이다. 안향(1243∼1306)은 고려시대의 이름난 학자로 호는 회헌이다. 고려 원종 1년(1260)에 문과에 급제하였고, 충렬왕 12년(1286) 원나라의 주자학을 전해준 우리나라 최초의 주자학자이다.
합호서원은 조선 숙종 42년(1716)에 세웠으나, 흥선대원군의 서원철폐령으로 고종 때(재위 1863∼1907)에 폐쇄되었다가 1927년 다시 세웠다.
사당에는 회헌 안향의 위패와 영정을 모시고 있으며, 해마다 음력 9월 12일에 제사를 지내고 있다.

## 같이 보기
- 안향